# Випсания Марцела
Вижте пояснителната страница за други личности с името Випсания.
Вижте пояснителната страница за други личности с името Агрипина.
Випсания Марцела Агрипина или Марцелина (на латински: Vipsania Marcella Agrippina), (27 г. пр.н.е. – ок. 2 г.) е дъщеря на Марк Випсаний Агрипа, праплеменница на Октавиан Август, жена на Публий Квинтилий Вар.

## Произход
Випсания е единствена дъщеря на Марк Випсаний Агрипа от втората му жена, Клавдия Марцела Старша. Тя е внучка на Октавия Младша и, по този начин, праплеменница на император Октавиан Август.
Баща ѝ произхожда от богато семейство от конническото съсловие, родом от Арпин. Майка ѝ, Клавдия Марцела Старша, е дъщеря на Октавия Младша от първия ѝ мъж, Гай Клавдий Марцел Млади.

## Брак
Около 14 г. пр.н.е. Випсания се омъжва за Публий Квинтилий Вар, древноримски политик и военачалник. Тя е втората му жена и умира преди него. За този брак не е известно много, включително и това дали са имали деца.
Тацит намеква, че причина за смъртта ѝ не е раждане или друга естествена причина – той споменава, че децата на Марк Агрипа са или убити на война, или уморени от глад или отровени. Все пак, това може би е вярно само за децата му от Юлия Старша, дъщеря на Октавиан Август. Тацит не съобщава нищо за Випсания, която умира около 2 г.